# Kamen Rider Kiva
Kamen Rider Kiva (jap. 仮面ライダーキバ Kamen Raidā Kiba) – japoński serial tokusatsu, osiemnasta odsłona serii Kamen Rider. Serial powstał przy współpracy Ishimori Productions oraz Toei Company. Emitowany był na kanale TV Asahi od 27 stycznia 2008 do 18 stycznia 2009 roku, liczył 48 odcinków.
Sloganem serialu jest "Obudź się! Złam łańcuchy przeznaczenia!!" (jap. 覚醒（ウェイクアップ）! 運命（さだめ）の鎖を解き放て!! Weiku appu! Sadame no kusari o tokihanate!!).

## Opis fabuły
Wataru Kurenai to młody lutnik żyjący w nawiedzonym domu. 22 lata wcześniej jego ojciec - Otoya zniknął w niewyjaśnionych okolicznościach. Prawdą jest to, że walczył on z podobnymi do wampirów istotami znanymi jako Fangire, których celem jest przetrwanie za pomocą wysysania z ludzi ich energii życiowej. Wataru jako tytułowy Kiva musi pokonać Fangire w swojej przestrzeni czasowej. Musi również pogodzić swe działania z działalnością organizacji, która również tępi potwory za pomocą swych agentów, którym jednym z nich jest Kamen Rider IXA. 
Fabuła jest podzielona na dwie części - działania Wataru w latach 2008-2009 oraz działania Otoyi w latach 1986-1987. W trakcie trwania serialu zostają pokazane także powiązania Kivy z Fangire. 

## Bohaterowie

### 2008
- Wataru Kurenai (jap. 紅 渡 Kurenai Wataru) / Kamen Rider Kiva (jap. 仮面ライダーキバ Kamen Raidā Kiba)
- Kibat Trzeci (jap. キバットバットⅢ世 Kibatto Sansei)
- Megumi Asō (jap. 麻生 恵 Asō Megumi)
- Shizuka Nomura (jap. 野村 静香 Nomura Shizuka)
- Keisuke Nago (jap. 名護 啓介 Nago Keisuke) / Kamen Rider IXA (jap. 仮面ライダーイクサ Kamen Raidā Ikusa)
- Kengo Eritate (jap. 襟立 健吾 Eritate Kengo)
- Tatsurot (jap. タツロット Tatsurotto)
- Taiga Nobori (jap. 登 太牙 Nobori Taiga) / Kamen Rider Saga (jap. 仮面ライダーサガ Kamen Raidā Saga)
- Mio Suzuki (鈴木 深央 Suzuki Mio)

### 1986
- Otoya Kurenai (jap. 紅 音也 Kurenai Otoya)
- Yuri Asō (jap. 麻生ゆり Asō Yuri)
- Król Fangire (jap. キング Kingu) / Kamen Rider Dark Kiva (jap. 仮面ライダーダークキバ Kamen Raidā Dāku Kiba)

### Obydwa okresy
- Mamoru Shima (jap. 嶋 護 Shima Mamoru)
- Akira Kido (jap. 木戸 明 Kido Akira)
- Jirō (jap. 次狼)
- Ramon (jap. ラモン)
- Riki (jap. 力)
- Ryō Itoya (jap. 糸矢 僚 Itoya Ryō)
- Kibat Drugi (jap. キバットバットⅡ世 Kibatto Nisei)
- Maya (jap. 真夜)
- Wieża (jap. ルーク Rūku; Rook)
- Goniec (jap. ビショップ Bishoppu; Bishop)

## Obsada
- Wataru Kurenai: Kōji Seto
- Otoya Kurenai: Kōhei Takeda
- Kibat Trzeci, Kibat Drugi: Tomokazu Sugita (głos)
- Shizuka Nomura: Rina Koike
- Megumi Aso: Nana Yanagisawa
- Yuri Aso: Yū Takahashi
- Keisuke Nago: Keisuke Katō
- Kengo Eritate: Kōhei Kumai
- Tatsurot: Akira Ishida (głos)
- Taiga Nobori: Shōma Yamamoto
- Akira Kido: Hōka Kinoshita
- Mamoru Shima: Kazuhiko Kanayama
- Jirō: Kenji Matsuda (także Zanki w Kamen Rider Hibiki)
- Ramon Yūki Ogoe
- Riki: Eiji Takigawa
- Maya: Saki Kagami
- Mio: Yuria Haga (także Mari Sonoda w Kamen Rider 555)
- Ryō Itoya: Sōto
- Król:  Shin'ya Niiro
- Wieża: Tomohide Takahara
- Goniec: Mitsu Murata